# Bryum jailae
Bryum jailae là một loài rêu trong họ Bryaceae. Loài này được Sapjegin mô tả khoa học đầu tiên năm 1911.